# BRP Suluan
Le BRP Suluan (MRRV-4406) est le cinquième patrouilleur de classe Parola de la Garde côtière philippine.

## Conception
La Garde côtière philippine a précisé que le navire est un navire de maintien de l’ordre et qu’il est conçu pour mener des missions environnementales et humanitaires, ainsi que des opérations de sécurité maritime et des missions de patrouille maritime.
Le navire a été conçu avec une passerelle de navigation pare-balles et est équipé de détecteurs d’incendie, d’une capacité de vision nocturne, d’un bateau annexe et d’une capacité de radiogoniométrie.
Le navire est équipé d’équipements de communication et de surveillance radio de Rohde & Schwarz, en particulier des radios de communication logicielle M3SR des séries 4400 et 4100, et de l’équipement de surveillance radio DDF205. Ces équipements améliorent les capacités de reconnaissance, de poursuite et de communication du navire.

## Service
Le BRP Suluan a fait l’objet d’essais en mer de juin 2017 jusqu’à sa livraison. Le 7 août 2017, la Garde côtière philippine a officiellement reçu le navire lors d’une cérémonie qui s’est tenue au quartier général de la Garde côtière philippine à Manille.
Il a été mis en service le 21 novembre 2017, en même temps que le BRP Capones (MRRV-4404) et le BRP Sindangan (MRRV-4407).

## Historique
Le BRP Suluan a participé à la phase d’entraînement sur le terrain de l’exercice SEACAT 2017.
En janvier 2025, le BRP Suluan a été déployé en mer des Philippines occidentales, au large des côtes de Zambales, pour surveiller les incursions de la Garde côtière chinoise (CCG) dans la région, qui appartient à la zone économique exclusive (ZEE) des Philippines. Leur présence illégale viole la Convention des Nations unies sur le droit de la mer et la sentence arbitrale de 2016 qui a reconnu la souveraineté des Philippines sur ces eaux. La Garde côtière chinoise avait alors déployé le navire CCG 3304, remplacé par un autre navire chinois portant le numéro de fanion 3103, ainsi que le navire CCG 5901, communément appelé « le monstre » en raison de sa taille. Le BRP Suluan a relevé le BRP Gabriela Silang (OPV-8301). Malgré des conditions de mer difficiles avec des vagues de 2 à 3 mètres de hauteur, le BRP Suluan a maintenu une surveillance étroite du CCG 3103, empêchant efficacement le navire chinois, plus grand que lui, de s’approcher de la côte de Zambales. Le BRP Suluan a défié par radio le CCG-3103, lui rappelant que sa patrouille dans cette zone était illégale. Le BRP Suluan a été remplacé à son tour par le BRP Cabra (MRRV-4409). À l’arrivée du BRP Cabra dans la zone où le BRP Suluan surveillait le CCG-3103, un autre navire de la GCC, identifié par le numéro de fanion 3304, a été repéré s’approchant de leur position. On pouvait s’attendre à ce que la PCG déploie deux navires en réponse. Cependant, alors que le BRP Suluan retournait à Subic (Zambales), le CCG 3304 s’est également retiré de la zone.